# 대니 월리스
대니얼 프레드릭 월리스(영어: Daniel Frederick Wallace, 1976년 11월 16일 ~ )는 예스 맨의 저자로 널리 알려진 영국의 작가인 동시에, 러블리 왕국의 첫 번째 국왕이다.